# Samia Hurst

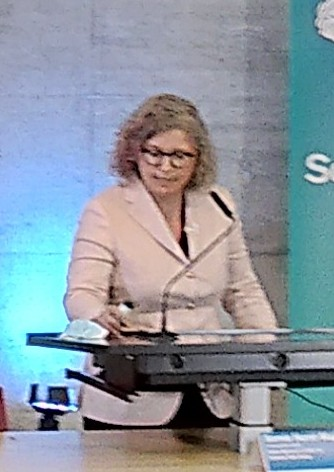
Samia Hurst (2021)

Samia Alexandra Hurst-Majno (* 2. Dezember 1971) ist eine Schweizer Bioethikerin und Vizepräsidentin der Schweizer Corona-Taskforce. Sie ist Professorin, Mitglied der  Nationalen Ethikkommission im Bereich der Humanmedizin (NEK) und Direktorin am Institut Éthique Histoire Humanités der Universität Genf.

## Werdegang
Hurst-Majno hat 1996 an der Fakultät der Universität Genf ihr Medizinstudium abgeschlossen. Anschliessend hat sie sich auf Innere Medizin spezialisiert. Am  Department of Clinical Bioethics (USA) hat sie 2003 einen Post-doc in Bioethik abgeschlossen und 2010 in Genf in Bioethik habilitiert. Sie ist Professorin am Institut Éthique Histoire Humanités der Universität Genf.

## Wissenschaftliche Tätigkeit
Als Bioethikerin ist Samia Hurst-Majno Beraterin in  lokalen und nationalen Gremien, u. a. im  Ausschuss für Klinische Ethik (CEC) des  Universitätsspitals Genf. Sie ist Gründerin des wissenschaftlichen Journals  Bioethica Forum. Sie hat eine Reihe von wissenschaftlichen Publikationen herausgegeben, unter anderem basierend auf der Forschung in der Schweiz und den Vereinigten Staaten. Des Weiteren hat sie auch verschiedene Bücher herausgegeben.

## Privatleben
Samia Hurst-Majno lebt in einer Patchwork-Familie mit ihrem Ehemann und vier Stiefkindern.

## Wissenschaftliche Publikationen
- C. Fitzgerald, A. Martin, D. Berner, S. A. Hurst: Interventions designed to reduce implicit prejudices and implicit stereotypes in real world contexts: a systematic review. In: Psychology. BMC. 7. Auflage. Nr. 29, 2019.
- S. A. Hurst, U. Zellweger, G. Bosshard, M. Bopp: Medical end-of-life practices in Swiss cultural regions : a death certificate study. In: Medicine. BMC. Band 16, Nr. 1, 2018, S. 54.
- N. Tavaglione, A. Martin, N. Mezger, S. Durieux, A. François, Y. Jackson, S. A. Hurst: Fleshing out vulnerability. In: Bioethics. Band 29, Nr. 2, 2015, S. 98–107.
- M. Danis, S. A. Hurst, L. Fleck, R. Forde, A. M. Slowther: Toward Fair Rationing at the Bedside. Oxford University Press, 2014.
- T. Ottersen, O. F. Norheim, F. Berhane, B. Chitah, R. Cookson, N. Daniels, N. Eyal, W. Flores, A. Gosseries, D. Hausman, S. Hurst, L. Kapiriri, T. Ord, A. Reis, R. Sadana, C. Saeunz, S. Segall, G. Sen, T. Edejer, A. Voorhoeve, D. Wikler, A. Yamin: Making fair choices on the path to universal coverage. In: Bulletin of the WHO. Band 92, 2014, S. 389.
- A. Martin, N. Tavaglione, S. A. Hurst: Resolving the conflict: clarifying ‘vulnerability’ in health care ethics. In: Kennedy Inst Ethics J. Band 24, Nr. 1. Kennedy Institute of Ethics, 2014, S. 51–72.
- N. Eyal, S. A. Hurst: Do health workers have a duty to work in underserved areas? In: J. Arras, E. Fenton, R. Kukla (Hrsg.): Companion to Bioethics. Routledge, 2014.
- J. Tilburt, M. Wynia, R. D. Sheller, B. Thorsteinsdottir, K. James, J. S. Egginton, M. Liebow, S. A. Hurst, M. Danis, S. D. Goold: Conflicted and Divided: US Physicians' Views on Addressing Health Care Costs. In: JAMA. Band 310, Nr. 4, 2013, S. 380–388.

- N. Eyal, S. A. Hurst, O. Norheim, D. Wikler: Health Inequalities – Concept, Measures, Ethics. Oxford University Press, 2013.
- N. Ilic, A. Auchlin, A. Hadengue, A. Wenger, S. A. Hurst: Informed consent forms in oncology research: linguistic tools identify recurrent pitfalls. In: American Journal of Bioethics – Primary research. Band 4, Nr. 4, 2013, S. 39–54.
- S. Hurst.: Clinical Ethics. In: D. Callahan, R. Chadwick, P. Singer (Hrsg.): Encyclopedia of Applied Ethics. Elsevier, 2012.
- P. Calain, N. Fiore, M. Poncin, S. Hurst: Research Ethics and International Epidemic Response : the Case of Ebola and Marburg Haemorrhagic Fevers. In: Public Health Ethics. Band 2, Nr. 1, 2009, S. 7–29.

## Werke
- M. Danis, L. Fleck, R. Forde, S. A. Hurst-Majno, A. M. Slowther: Toward Fair Rationing at the Bedside. Oxford University Press, 2014.
- N. Eyal, S. A. Hurst-Majno, O. Norheim, D. Wikler: Health Inequalities - Concept, Measures, Ethics. Oxford University Press, 2014.